# ژیمناستیک در المپیک تابستانی ۱۹۳۲
ژیمناستیک در بازی‌های المپیک تابستانی ۱۹۳۲ نام رویداد ورزش ژیمناستیک در بازی‌های المپیک تابستانی بود که در سال ۱۹۳۲ برگزار شد.

## مدال‌آوران
| رویداد               | طلا                                                                                         | نقره                                                                                         | برنز |
| تمامی اسباب، انفرادی | رومئو نری · ایتالیا                                                                         | ایستوان پله · مجارستان                                                                       | هیکی ساوولاینن · فنلاند                                                                                    |
| تمامی اسباب، تیمی    | ایتالیا (ITA) · اورست کاپوتزو · ساوینو گوگلیلمتی · ماریو لرتورا · رومئو نری · فرانکو تونینی | ایالات متحده آمریکا (USA) · فرانک هاوبولد · فرانک کومیسکی · آل یوخیم · فرد مایر · مایکل شولر | فنلاند (FIN) · مائوری نیبرگ-نوروما · ایلماری پاکارینن · هیکی ساوولاینن · ایناری تراسویرتا · کارتی اوسیکینن |
| حرکات زمینی          | ایستوان پله · مجارستان                                                                      | جرج میز · سوئیس                                                                              | ماریو لرتورا · ایتالیا                                                                                     |
| بارفیکس              | دالاس بیکسلر · ایالات متحده آمریکا                                                          | هیکی ساوولاینن · فنلاند                                                                      | ایناری تراسویرتا · فنلاند                                                                                  |
| میل گرفتن            | جورج راث · ایالات متحده آمریکا                                                              | فیلیپ ارنبرگ · ایالات متحده آمریکا                                                           | ویلیام کولمایر · ایالات متحده آمریکا                                                                       |
| میله پارالل          | رومئو نری · ایتالیا                                                                         | ایستوان پله · مجارستان                                                                       | هیکی ساوولاینن · فنلاند                                                                                    |
| خرک حلقه             | ایستوان پله · مجارستان                                                                      | اومرو بونولی · ایتالیا                                                                       | فرانک هاوبولد · ایالات متحده آمریکا                                                                        |
| دارحلقه              | جورج گولاک · ایالات متحده آمریکا                                                            | بیل دنتون · ایالات متحده آمریکا                                                              | جووانی لاتوادا · ایتالیا                                                                                   |
| طناب‌نوردی            | ریموند باس · ایالات متحده آمریکا                                                            | ویلیام گالبریت · ایالات متحده آمریکا                                                         | توماس اف. کانلی · ایالات متحده آمریکا                                                                      |
| Tumbling             | رولند وولف · ایالات متحده آمریکا                                                            | ادوین گروس · ایالات متحده آمریکا                                                             | ویلیام هرمن (ژیمناست) · ایالات متحده آمریکا                                                                |
| پرش از خرک           | ساوینو گوگلیلمتی · ایتالیا                                                                  | آل یوخیم · ایالات متحده آمریکا                                                               | اد کارمایکل · ایالات متحده آمریکا                                                                          |

## جدول مدال‌ها
| رتبه  | کشورها                    | طلا | نقره | برنز | مجموع |
| ۱     | ایالات متحده آمریکا (USA) | ۵   | ۶    | ۵    | ۱۶    |
| ۲     | ایتالیا (ITA)             | ۴   | ۱    | ۲    | ۷     |
| ۳     | مجارستان (HUN)            | ۲   | ۲    | ۰    | ۴     |
| ۴     | فنلاند (FIN)              | ۰   | ۱    | ۴    | ۵     |
| ۵     | سوئیس (SUI)               | ۰   | ۱    | ۰    | ۱     |
| مجموع | مجموع                     | ۱۱  | ۱۱   | ۱۱   | ۳۳    |

## کشورهای شرکت کننده
۴۶ ورزشکار از ۷ کشور به رقابت با یک دیگر پرداختند.
- فنلاند (۵)
- مجارستان (۴)
- ایتالیا (۷)
- ژاپن (۶)
- مکزیک (۳)
- سوئیس (۱)
- ایالات متحده آمریکا (۲۰)